# Luis de Francia (1751-1761)
Luis José de Borbón (Versalles, 13 de septiembre de 1751 - ídem, 22 de marzo de 1761) miembro de la casa de Borbón, ostentando el título de duque de Borgoña. Segundo de los vástagos del delfín Luis Fernando de Francia y su esposa la princesa María Josefa de Sajonia. Heredero de su padre al ser el primer hijo varón, fue considerado un niño inteligente y adecuado para la futura tarea de ser rey.

## Vida
Cuando nació, las campanas de las iglesias de París empezaron a sonar y el rey Luis XV decretó tres días de paro e iluminaciones, hubo mucha alegría el recién nacido era segundo en la línea de sucesión a la corona después de su padre. Hubo decoraciones levantadas en la terraza del Palacio de Versalles para la iluminación y los fuegos artificiales que se dispararon con motivo del nacimiento.
Un niño inteligente y precoz con un sentido de gobernar desde temprana edad, fue adorado por sus padres. Su tía Luisa Isabel de Francia, duquesa de Parma, ya planeaba darle en matrimonio a su propia hija María Luisa de Parma. Pero la muerte de la duquesa de Parma en 1759 y luego la del pequeño duque detuvo todas las negociaciones. Al final se casaron con el futuro Carlos IV de España.
Después de caer de su caballo-balancín en el jardín principal del palacio, en 1760, empezó a cojear y le apareció un tumor en el fémur. Fue intervenido para extirpar el tumor, pero, además de no recuperar la movilidad en la pierna, la falta de asepsia de la época le provocó una tuberculosis ósea, que finalmente significó su muerte a la edad de nueve años. La muerte de su hermano mayor hizo mella en el futuro Luis XVI, de siete años de edad entonces, que posteriormente llamaría a su primogénito del mismo modo, Luis José Javier.
Fue hermano del citado Luis XVI, de Luis XVIII y de Carlos X.